# José de Urrutia y de las Casas
José Ramón de Urrutia y de las Casas (Zalla, 19 de novembre de 1739 - Madrid, 1 de març de 1803) va ser un militar basc al servei de la corona espanyola. Va estudiar a Balmaseda i posteriorment a l'Acadèmia Militar de Matemàtiques de Barcelona. Va ingressar a l'exèrcit el 1755, embarcant a Mèxic on va fer de cartògraf militar i després d'inspector. És destinat a les Illes Canàries el 1770 d'on marxa per participar durant la Guerra d'Independència dels Estats Units en el setge de Gibraltar el 1779, on fou ferit i enviat a la presa de Menorca dirigida pel duc de Crillon, des d'on torna a Gibraltar per continuar els combats. Firmada la pau amb la Gran Bretanya el 1783 va ser nomenat Comandant General d'Algesires, i va visitar durant quatre anys Prússia, França, les Províncies Unides, l'Arxiducat d'Àustria, Suècia, l'Imperi Otomà, el Regne de la Gran Bretanya i l'imperi Rus. Va participar en la Guerra russoturca com general de l'Imperi Rus.
De retorn al Regne d'Espanya, Carles IV, el va nomenar mariscal i el va destinar a dirigir la guerra contra el Marroc pel setge a la ciutat de Ceuta, on va derrotar el soldà. Durant la Guerra Gran va comandar les tropes a Navarra, que va conquerir als francesos, d'on va passar a Catalunya, des d'on va atacar la Baixa Cerdanya i el Rosselló en la batalla del Fluvià, i on va ser nomenat Capità General de Catalunya. El 1799 fou nomenat comandant general interí del Real Cos d'Artilleria i Gran d'Espanya, que va rebutjar, i va rebutjar l'ordre de Manuel Godoy d'anar a la Guerra de les Taronges contra el Regne de Portugal, amb qui es va enemistar.